# Sarah Andersen
Sarah Andersen   (15 de juny de 1992) és una dibuixant i il·lustradora estatunidenca, més coneguda pel seu webcomic Sarah Scribbles. Es va graduar al Maryland Institute College of Art (MICA) l'any 2014 i actualment viu a Brooklyn, Nova York.
Mentre assistia a MICA, va començar a dibuixar el webcomic semi-autobiogràfic Sarah Scribbles (anteriorment anomenat Doodle Temps). Va guanyar el Goodreads Choice Award de Millor novel·la gràfica i Còmics tres anys seguits per la seva sèrie Sarah Scribbles. L'any 2016, va guanyar el Goodreads Choice Award per seu primer llibre, Adulthood is a Myth. L'any 2017 el va guanyar pel seu llibre Big Mushy Happy Lump i l'any 2018 pel seu llibre Herding Cats.
Ha col·laborat amb el novel·lista Andy Weir a la novel·la gràfica Cheshire Crossing, la qual es va publicar el juliol de 2019. Basat en un còmic anterior de Weir, la història segueix la Wendy Darling de Peter Pan, la Dorothy Gale d'El màgic d'Oz, i l'Alice Liddell d'Alícia al País de les Meravelles a un internat anomenat "Cheshire Crossing".
A final de 2019, va començar a publicar un webcòmic romàntic supernatural anomenant Fangs (Ullals) a la plataforma digital Tapas.